# Angolagryllus macrocephala
Angolagryllus macrocephala är en insektsart som först beskrevs av Otte, D. 1987.  Angolagryllus macrocephala ingår i släktet Angolagryllus och familjen syrsor. Inga underarter finns listade i Catalogue of Life.